# Едвард Барнетт Тайлор
Едвард Барнетт Тайлор (зустрічається написання імені Едуард: прізвища Тейлор; 2 жовтня 1832 — 2 січня 1917) — англійський етнограф, антрополог, творець еволюційної школи в етнографії та історії культури, засновник культурної антропології. Тайлор був представником культурного еволюціонізму. У своїх роботах Первісна культура і Антропологія: Вступ до вивчення людини і цивілізації, він визначив контекст наукового дослідження антропології, на основі еволюційних теорій Чарльза Лайеля. Тайлор, на думку багатьох, був одним із засновників соціальної антропології, і його наукові праці допомогли побудувати дисципліну антропології в дев'ятнадцятому столітті. Він вважав, що «дослідження в історії і передісторії людини … може бути використано як основа для реформи британського суспільства.» Тайлер ввів термін анімізм (віра існування душі або духів) у загальне використання. Він вважав, що анімізм перший етап розвитку релігій. Розробив анімістичну теорію походження релігії, яку визначив універсальною. Дослідник первісної культури.

## Біографія
Народився у 1832 р. у лондонському передмісті Кембервілл в сім'ї набожного промисловця Йосипа Тайлора і Харієт Скіпер, які були частиною родини квакерів і володіли латуневим заводом. Його старший брат Альфред Тайлор став геологом. Його формальна освіта обмежилася Квакерською школою в Тотенхемі, але рання смерть батьків не дозволила йому здобути диплом про вищу освіту. Після смерті батьків, він був готовий допомагати керувати сімейним бізнесом, але він захворів на туберкульоз і йому довелось відмовитись від сімейного бізнесу. У 1855 р. за наполяганням лікарів Едвард Тейлор вирушає в тривалу подорож. Під час візиту на Кубу в 1856 р. він познайомився з багатим меценатом Г. Крісті, який пробудив в ньому інтерес до вивчення старовини. Повернувшись до Англії, Е. Тейлор зайнявся самоосвітою і науковими дослідженнями в області етнографії та антропології. Почав публікувати свої роботи з 1861 року («Анахуак, або Мексика і мексиканці, давні і сучасні»).1865 виходить друга робота — «Дослідження в області давньої історії людства», в якій він провів основні ідеї еволюціонізму в етнографії: відмінності в побуті і культурі народів пояснював не расовими відмінностями, а різними стадіями розвитку; культурні досягнення можуть бути запозиченими, успадкованими від предків або винайдені самостійно; прогрес людської культури розвивався від дикунства через варварство до цивілізації. 1871 р. видана основна робота Тайлера, яка зробила його відомим — «Первісна культура», у якій він виклав розуміння культури тільки як духовної культури (знання, мистецтво, правові і моральні норми, вірування); далі він подає своє розуміння еволюціонізму («Історія людства є лише частиною історії природи» та «людські думки, бажання і помисли реалізуються з законами, такими ж певними, як і ті, які керують рухами волі, поєднанням хімічних елементів і ростом рослин і тварин»); до найважливіших з цих законів належать «загальна схожість природи людини» і «загальна схожість обставин його життя»; всі народи і культури з'єднані між собою в безперервний і прогресуючий еволюційний ряд, причому наголошується на плавному характері цієї еволюції(«природа ніколи не діє стрибками»). Цього ж року його обрано членом Королівського товариства та отримав дворянський титул. 1881 р. опубліковано останню роботу Тайлера «Антропологія(Вступ до вивчення людини і цивілізації)», яка мала вигляд, наближений до загального популярного посібника з історії первісного суспільства та етнографії, у якій охоплено походження людини, мовна і расова класифікація, духовна і матеріальна культура, суспільний устрій 1883 р. зайняв першу офіційну посаду, ставши хранителем Єтнографічного музею при Оксфордському університеті; на цій посаді вів дослідницьку і популяризаторську роботу, проводив лекції і доповіді. 1884 р. став лектором з антропології Оксфордського університету. З 1886 був доцентом Абердинського університету, де зібрав групу однодумців. 1896 р. створив в Оксфордському університеті кафедру антропології, де став першим професором. Двічі обирався на пост президента Антропологічного інституту Великої Британії та Ірландії. До 1907 р. залишався главою англійської школи еволюціонізму (змушений залишити пост через душевну хворобу). Помер 1917 р. в м. Веллінгтоні (Англія). Він самостійно вивчив етнографічну літературу та оволодів стародавніми мовами (латинською, давньогрецькою, івритом). Протягом життя написав близько 250 статей, у яких проявив блискучу ерудицію, скрупульозну наукову роботу і письменницький талант. У своїх роботах приділяв велику увагу методам, за допомогою яких було зроблено висновки.

## Професійна кар'єра
Перша публікація Тайлора була результатом його поїздки в Мексику в 1856 році разом з Г. Крісті. Його замітки про вірування і звичаї людей були основою для його роботи «Анахуак: Або Мексика і мексиканці, древні і сучасні», опублікованої в 1861 році після його повернення в Англію. Тайлор продовжував вивчати звичаї і вірування родових общин, існуючих і доісторичних (на основі археологічних знахідок). Він опублікував свою другу роботу, «Дослідження в області стародавньої історії людства» в 1865 році. Після цієї роботи прийшов час для його найвпливовішої роботи: «Первісна культура» в 1871 році. Це було важливо не тільки для ретельного вивчення людської цивілізації і формування галузі антропології, але і для безсумнівного впливу на молодих вчених, таких як Дж. Фрейзер, які пізніше стали учнями Тайлора і великою мірою сприяли науковому вивченню антропології в пізніші роки. Тайлор був призначений хранителем етнографічного музею в університеті в Оксфорді в 1883 році, також він виступав як лектор, був першим читачем антропології від 1884 до 1895 року. В 1886-му був призначений доцентом Абердинського університету. 1896 року призначений першим професором антропології в Оксфордському університеті.

## Нагороди
В 1871 році обрано членом Королівського товариства.
В 1875 році здобув почесний титул-ступінь доктора цивільного законодавства від Оксфордського університету.
В 1912 році посвячений в лицарі за його внесок в науку.

## Основні ідеї
Вважається батьком еволюційної теорії розвитку культури. Засновник анімістичної теорії походження релігії. Розглядав культуру (синонім цивілізації), як свідомо створений раціональний пристрій для мети — покращити життя людей в суспільстві. Кожне наступне покоління людей в будь-якому суспільстві живе в інакших, розвинутіших культурних умовах, ніж попереднє. Чим більше вихованих та культурних людей в суспільстві, тим воно розвиненіше. Метод Тайлора нагадував роботу натураліста: потрібно розчленувати культуру на складові частини, класифікувати залежно від історичної та географічної належності, а потім скласти з них генетичні ряди. Явища культури, подібно до рослин так тварин, розкладаються на роди, види та підвиди. Всередині виду традицій, містяться такі підвиди, як традиція наносити татуювання, традиція підпилювати зуби, традиція рахунку десятками і так далі. Подібно тваринам, або рослинам, традиції та інші культурні явища, можуть мігрувати з одного географічного регіону в інший, з однієї історичної епохи в іншу. Тому, у різних народів, що живуть в різні періоди історії, зустрічаються подібні культурні риси. Повний перелік явищ, що складають життя того чи іншого народу, Тайлор назвав культурою. Еволюція кожного винаходу, світогляду чи традиції, згідно Тайлору, обумовлена не стільки зусиллями думки, скільки дією механізму спроб та помилок, заохочення і покарання, а також наслідуванням, навіюванням, впливом індивідуальних та групових інтересів. Еволюційні ряди незалежні, але вони мають здатність схрещуватись, і тоді з'єднані, далекі один від одних культурні явища породжують якісно новіші рішення. Еволюція культури не тільки її самостійний розвиток, але й результат взаємодії і запозичень. Культурний розвиток не здійснюється зовсім прямолінійно і наголошував на неоднозначності і складності аксіологічного зіставлення культурних досягнень. У культурі багато не тільки загальнолюдського на певних стадіях розвитку, а й специфічного для різних народів і територій.
У статті 1889 вперше запропонував термін текнонім для позначення імені (дорослої людини), похідного від імені дитини.